# Caesars Entertainment
Caesars Entertainment Corp. (bis 2010: Harrah’s Entertainment Inc.) ist ein Unternehmen aus den Vereinigten Staaten mit Sitz in Paradise, Nevada. Das Unternehmen ist im Aktienindex S&P 500 gelistet. Es betreibt Hotels, Casinos, Golfclubs und ist ein Anbieter verschiedener Glücksspiele.
Caesars organisiert jedes Jahr die World Series of Poker, die zu den größten Sportereignissen der Welt zählt.

## Geschichte
Das Unternehmen wurde im Oktober 1937 als ein Anbieter von Bingo durch William F. Harrah gegründet. 2005 übernahm Harrah’s Entertainment das Unternehmen Caesars Entertainment, Inc. Am 19. Dezember 2006 akzeptierte die Unternehmensleitung von Harrah’s Entertainment ein Übernahmeangebot von Apollo Management und Texas Pacific Group. Zum 23. November 2010 nannte sich das Unternehmen in Ceasars Entertainment Corp. um. Im Februar 2012 erfolgte der Börsengang des Unternehmens.
Am 30. September 2020 wurde bekannt, dass Caesars Entertainment einen der größten Buchmacher, William Hill, für 2,9 Milliarden Pfund übernehmen wird.

## Geschäftstätigkeit
Zu den wichtigsten Hotels und Casinos zählen unter anderem:
- Horseshoe Las Vegas
- Caesars Palace
- Caesars Windsor
- Flamingo Las Vegas
- Harrah’s Las Vegas
- Paris Las Vegas
- Planet Hollywood Resort and Casino
- Rio All-Suite Hotel and Casino
- The LINQ Resort and Casino